# 速霸陸引擎列表
雖然現在日本富士重工業公司以水平對臥引擎著稱，但早年也曾開發製造過直列二缸、直列四缸等形式；這份清表羅列了該公司所有的引擎。
該公司對汽車引擎的命名原則主要由2個英文字母、2個阿拉伯數字組成，早期後半部的數字不具任何意義，只代表亞型之演進，但是近年來則用以表示排氣量大小。除了晚近發展的FA、FB二族外，其他系列皆以「E」做開頭。至於2.0L的EE20型引擎，乃是全球第一具為了乘用車設計的水平對臥柴油引擎。

## 汽油引擎

### 直列二缸
- EK族引擎：分成二衝程、四衝程二種。

### 直列三缸
- EF族引擎：四衝程。

### 直列四缸
- EN族引擎：四衝程。

### 水平對臥四缸
下列皆為四衝程之設計：
- EA族引擎
- EJ族引擎
- EL族引擎
- FA族引擎
- FB族引擎
- EJ20C型：使用液化石油氣作為燃料。

### 水平對臥六缸
下列皆為四衝程之設計：
- ER族引擎
- EG族引擎
- EZ族引擎

## 柴油引擎

### 水平對臥四缸
- EE20型引擎：四衝程。

## 其他
- 直列四缸四衝程汽油引擎：
  - FG4A型：由原屬中島飛機的東京荻窪工廠與濱松工廠合併而成的富士精密工業（王子汽車之前身）開發，這具1,484c.c.直列四缸OHV水冷式引擎乃以法國標緻汽車的標緻202（英语：Peugeot 202）[1]的1.2L引擎為基礎，加以放大尺碼開發出來的，可發揮48ps的馬力。後來富士精密工業在1954年與王子汽車合併，由於王子汽車擔心同級距車款的競爭問題，拒絕再供應這具引擎給富士重工業[2]；而日後此具引擎成為王子汽車的主力。
  - L4-1型：受到王子汽車的阻撓無法使用前述FG4A型引擎，富士重工業委託大宮富士工業參考英國福特公司與佛賀汽車的引擎而開發出L4-1型。比起前者，L4-1型重量減少20%，馬力也推舉至55ps，可惜速霸陸1500因故未能上市，這具引擎也未曾正式量產。
- 水平對臥十二缸四衝程汽油引擎：
  - SUBARU-M.M.型：1985年原屬愛快羅密歐的卡羅·基帝（Carlo Chiti）創立現代引擎公司（Motori Moderni），並和富士重工業一起在1988年開發出3,497c.c.水平對臥十二缸DOHC 60汽門SUBARU-M.M.型引擎，乾燥重量159公斤、最高轉速13,000rpm、最大馬力600ps。1990年速霸陸和義大利柯隆尼車隊（Coloni）組成速霸陸·柯隆尼車隊投入F1賽事，可惜的是六戰皆墨，根本未能通過F1資格預審。同一具SUBARU-M.M.型引擎也裝置在C組賽車車款Alba AR20上，企圖奪得WSPC世界運動原型車錦標賽選手權（World Sports Prototype-car Championship）。可惜五戰皆出師未捷，只得黯然消失。日本著名改裝車公司童夢（日语：童夢 (自動車会社)）原本計畫開發搭載SUBARU-M.M.型引擎的超級跑車Jiotto Caspita（英语：Jiotto Caspita）[3]，卻因富士重工業參戰F1的成績受到頓挫，結果造成此輛超級跑車胎死腹中。

## 內部連結
- 速霸陸車系列表

## 外部連結
- （日語）日本官方網站 （页面存档备份，存于）